# Osman Özköylü
Osman Özköylü (Aydın, 26 agosto 1971) è un allenatore di calcio ed ex calciatore turco, di ruolo difensore, tecnico del Manisa.

## Carriera
Con la maglia della nazionale turca ha preso parte al campionato d'Europa 2000, competizione in cui ha giocato due partite su quattro (contro l'Italia da titolare e il Belgio da subentrante).

## Palmarès

### Giocatore

#### Competizioni nazionali
- Coppa di Turchia: 1

Trazbonspor: 1994-1995
- Supercoppa di Turchia: 1

Trazbonspor: 1995

### Allenatore

#### Competizioni nazionali
- TFF 2. Lig: 1

Elazığspor: 2010-2011 (gruppo rosso)